# Mniadelphus heterophyllus
Mniadelphus heterophyllus là một loài Rêu trong họ Hookeriaceae. Loài này được Wilson ex Mitt. mô tả khoa học đầu tiên năm 1859.